# Tetraceratobunus
Genre
Tetraceratobunus est un genre d'opilions eupnois de la famille des Sclerosomatidae.

## Distribution
Les espèces de ce genre se rencontrent en Inde et en Birmanie.

## Liste des espèces
Selon World Catalogue of Opiliones (15/05/2021) :
- Tetraceratobunus lineatus Roewer, 1915
- Tetraceratobunus lithobius Roewer, 1955
- Tetraceratobunus marmoratus Roewer, 1955

## Publication originale
- Roewer, 1915 : « 106 neue Opilioniden. » Archiv für Naturgeschichte, vol. 81, no 3, p. 1–152 (texte intégral).